# Liste der denkmalgeschützten Objekte in Rumburk
Grundlage dieser Liste der denkmalgeschützten Objekte in Rumburk ist die ÚSKP-Liste (Ústřední seznam kulturních památek České republiky, deutsch Zentrale Liste der Kulturdenkmäler der Tschechischen Republik), die von der tschechischen Denkmalschutzbehörde NPÚ (Národní památkový ústav, deutsch Nationale Denkmalbehörde) seit 1987 geführt wird und an die seit dem Jahr 1850 geschaffenen Listen anschließt.

## Rumburk (Rumburg)
Die Liste umfasst die Ortsteile Rumburk 1 und Rumburk 2-Horní Jindřichov (Oberhennersdorf).
| Lage | Objekt                                                     | Beschreibung | ÚSKP-Nr.                  | Bild                                                       |
| --- | ---------------------------------------------------------- | --- | ------------------------- | ---------------------------------------------------------- |
| Rumburk, Dobrovského náměstí (Standort)                                                                                  | Bartholomäuskirche                                         | Kirche des hl. Bartholomäus | 31766/5-5036 Info Katalog | weitere Bilder                                             |
| Rumburk, tř. 9. května 3/20 und 4/18 (Standort)                                                                          | Haus Nr. 3, Haus Nr. 4                                     | Stadthaus | 102766 Info Katalog       | weitere Bilder                                             |
| Rumburk, Lužické náměstí (Standort)                                                                                      | Säule mit Marienstatue                                     | Mariensäule (1681), auch Pestsäule genannt, mit 8 umgebenden Skulpturen des hl. Florian, des hl. Laurentius, des hl. Josef, hl. Johannes von Nepomuk, der Jungfrau Maria, des hl. Johannes des Täufers, des hl. Antonius und des hl. Bartholomäus | 18233/5-3875 Info Katalog | weitere Bilder                                             |
| Rumburk, nám. 99/2 (Standort)                                                                                            | Haus Nr. 99                                                | Bürgerhaus | 14919/5-3876 Info Katalog | Haus Nr. 99                                                |
| Rumburk, nám. 100/5 (Standort)                                                                                           | Haus Nr. 100                                               | Bürgerhaus (auf dem Bild das mittlere Haus rechts von der Mariensäule) | 46029/5-3877 Info Katalog | Haus Nr. 100                                               |
| Rumburk, nám. 101/6 (Standort)                                                                                           | Haus Nr. 101                                               | Bürgerhaus (auf dem Bild das linke Haus) | 33968/5-3878 Info Katalog | Haus Nr. 101                                               |
| Rumburk, nám. 102/7 (Standort)                                                                                           | Haus Nr. 102                                               | Bürgerhaus (auf dem Bild das linke Haus) | 22289/5-3879 Info Katalog | Haus Nr. 102                                               |
| Rumburk, nám. 103/8 (Standort)                                                                                           | Haus Nr. 103                                               | Bürgerhaus (auf dem Bild die drei rechten Häuser) | 41448/5-3880 Info Katalog | Haus Nr. 103                                               |
| Rumburk, nám. 104/9 (Standort)                                                                                           | Haus Nr. 104                                               | Bürgerhaus (auf dem Bild die drei rechten Häuser) | 32918/5-3881 Info Katalog | Haus Nr. 104                                               |
| Rumburk, nám. 105/10 (Standort)                                                                                          | Haus Nr. 105                                               | Bürgerhaus (auf dem Bild die drei rechten Häuser) | 45359/5-3882 Info Katalog | Haus Nr. 105                                               |
| Rumburk 150 (Standort)                                                                                                   | Kapuzinerkloster                                           | Kapuzinerkloster mit der Kirche des hl. Laurentius und Loretokapelle (Anfang 18. Jhdt.) | 19486/5-3864 Info Katalog | weitere Bilder                                             |
| Rumburk, Stadtpark (Standort)                                                                                            | Skulptur „Ungebeugt“                                       | Skulptur „Ungebeugt“ von Vendelín Zárubecký (1958) – Denkmal zum „Rumburger Aufstand“, 1918 | 31147/5-4841 Info Katalog | Skulptur „Ungebeugt“                                       |
| Rumburk, im Park südlich der Stadt (Standort)                                                                            | Denkmal zum „Rumburger Aufstand“                           | Denkmal zur Erinnerung an den „Rumburger Aufstand“ (Rumburská vzpoura) im Mai 1918 | 23598/5-3870 Info Katalog | Denkmal zum „Rumburger Aufstand“                           |
| Rumburk, Jiříkovská 838/2 (Standort)                                                                                     | Schloss Rumburk                                            | Schloss Rumburk | 35729/5-3866 Info Katalog | Schloss Rumburk                                            |
| Rumburk, Jiříkovská, tř. 9. května Nr. 831, 839, 842 und 843 (Standort)                                                  | Herrschaftliche Brauerei                                   | Herrschaftliche Brauerei – Gebäudekomplex mit Einschränkungen: ohne Nr. 914, 1031 und 1046, Schuppen und Schornsteine | 102229 Info Katalog       | Herrschaftliche Brauerei                                   |
| Rumburk, Šmilovského 879, 880, 881, 882, 886, 887, 888, 889, 890, 891, 892, 893, 894, 895, 896, 917, 920, 921 (Standort) | Reihe von Weberhäusern                                     | Reihe von ehem. Weberhäusern (Umgebindehäusern) in der früheren Scheibegasse - seit 1995 dörfliches Denkmalreservat in Tschechien | 15666/5-3885 Info Katalog | weitere Bilder                                             |
| Rumburk, Komenského 906/16 (Standort)                                                                                    | Spinnerei                                                  | Spinnerei, ehem. Textilmanufaktur (Gebäude ist abgerissen) | 25084/5-3874 Info Katalog | Spinnerei                                                  |
| Rumburk, Tyršova 1066/8 (Standort)                                                                                       | Schule                                                     | Schule | 19499/5-3869 Info Katalog | Schule                                                     |
| Rumburk, Komenského 1130/10 (Standort)                                                                                   | Gymnasium                                                  | Mittelschule und Gymnasium (1908/1909) | 24026/5-5035 Info Katalog | weitere Bilder                                             |
| Rumburk, Strážný vrch (Standort)                                                                                         | Kirche des hl. Johannes des Täufers                        | Kirche des hl. Johannes des Täufers, jetzt orthodoxe Kirche | 29942/5-3865 Info Katalog | weitere Bilder                                             |
| Rumburk, Krásnolipská 290/26 (Standort)                                                                                  | Evangelische Kirche                                        | Evangelische Kirche, die ehem. 1782 säkularisierte Johann-Nepomuk-Kapelle, wurde von Gustav Dittrich (1815–1890) erworben und gelangte 1861 als Schenkung an die evangelische Gemeinde, jetzt von den Böhmischen Brüdern genutzt.                 | 30050/5-3868 Info Katalog | weitere Bilder                                             |
| Rumburk, auf der Straßenbrücke Pražská ul. (Standort)                                                                    | Statuen des hl. Johannes von Nepomuk und des hl. Sebastian | Statuen des hl. Johannes von Nepomuk und des hl. Sebastian (1759) auf der Straßenbrücke Pražská ul. über die Mandau | 20465/5-3873 Info Katalog | Statuen des hl. Johannes von Nepomuk und des hl. Sebastian |
| Rumburk, Horní Jindřichov, Kolmá 124/4 (Standort)                                                                        | Bauernhaus Nr. 124                                         | Bauerngehöft | 24531/5-3904 Info Katalog | weitere Bilder                                             |
| Rumburk, Horní Jindřichov, Sportovní 154 (Standort)                                                                      | Bauernhaus Nr. 154                                         | Bauerngehöft | 30101/5-3903 Info Katalog | weitere Bilder                                             |
| Rumburk, Horní Jindřichov, ul. Vojtěcha Kováře (Standort)                                                                | Straßenbrücke mit Statuen                                  | Straßenbrücke mit Statuen des hl. Johannes des Täufers und des hl. Zacharias | 46335/5-3902 Info Katalog | weitere Bilder                                             |